# 乌韦·根斯海默
乌韦·根斯海默（德語：Uwe Gensheimer，1986年10月26日—），德国男子手球运动员。他曾代表德国参加2016年和2020年夏季奥林匹克运动会手球比赛，其中2016年奥运会获得一枚铜牌。